# 1953年飓风佛罗伦萨
飓风佛罗伦萨（英語：Hurricane Florence）是1953年9月吹袭佛罗里达西北狭长地带的一场小型大西洋飓风，也是1953年大西洋飓风季的第八场热带风暴和第五场飓风，源自9月23日牙买加附近西加勒比海的一股东风波。气旋在牙买加降下暴雨，之后又对古巴西部构成破坏。风暴很快就在尤卡坦海峡上空增强成飓风，经过墨西哥湾北部期间持续风速提升到每小时205公里。9月26日，佛罗伦萨吹袭佛罗里达州西部人烟稀少的区域，不久便转变成温带气旋。
飓风造成421套房屋受损，另有三套被毁。狂风将三个避难所的屋顶摧毁，致使一人受伤。佛罗里达州阿巴拉契科拉同外界的交通一度中断。整场风暴没有造成人员丧生，损失总额约为20万美元（1953年美元，相当于2025年的235萬美元）。转变成温带气旋后，系统继续向东北移动，沿途产生降水，最终于9月28日在新英格兰东南方向逐渐消散。

## 气象历史
9月21日，一股东风波经小安的列斯群岛进入东加勒比海。东风波总体向西移动，于9月23日在牙买加东南方向约160公里海域催生出热带风暴。气旋获名“佛罗伦萨”（Florence）并稳步增强，但一直到9月24日才发展出层次分明的环流，并且当天还在尤卡坦半岛和古巴最西端之间的尤卡坦海峡达到飓风标准。
转向北上进入墨西哥湾后，风暴迅速强化，飓风猎人估计风速达到每小时205至225公里，大西洋飓风数据库的记录则认定气旋最强风力时速为205公里，最低气压968毫巴（百帕，28.59英寸汞柱）。不过，飓风所在海域的船只所测风速不足，表明上述最高强度可能比实际情况偏高。9月26日，佛罗伦萨开始因行经洋面海水和大气温度降低而快速减弱。协调世界时当天下午18点左右，气旋以持续风速约每小时130公里强度从佛罗里达州华尔顿堡滩与巴拿马市海滩间登陆，登陆点附近人烟稀少。上岸约六小时后，飓风已在佛罗里达州、阿拉巴马州和乔治亚州边界附近转变成温带气旋。风暴残留沿冷锋转向东北，经过乔治亚州后从萨凡纳附近进入大西洋。佛罗伦萨在南、北卡罗莱纳州近海沿海岸线平行移动，最终于9月28日在新英格兰东南海域逐渐消散。

## 防灾措施和影响

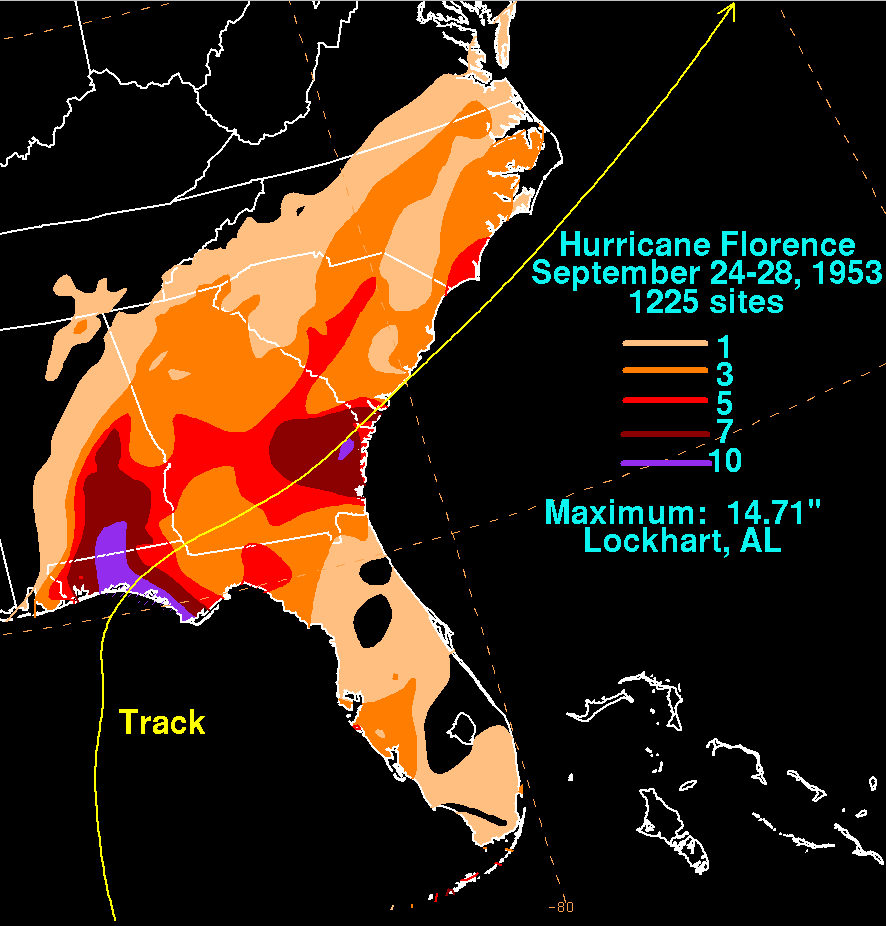
佛罗伦萨在美国的降水分布

风暴发展之初就在牙买加降下多达250毫米雨量，导致多个村庄同外界的交通中断，部分道路封闭。飓风存在早期就在古巴西岸沿线产生狂风巨浪，局部地区受到严重破坏。气旋登陆美国墨西哥湾沿岸地区前，美国国家气象局发出热带气旋警告，建议人员疏散，所以全美没有人员丧生，受伤人数也很少。佛罗里达州和阿拉巴马州启用国民警卫队，防止重大灾情发生，最后的实际情况表明这只是虚惊一场。美国空军将数百架飞机转移到更安全的地点。此外，海岸警卫队沿海岸线向人们发出警告，做好应对飓风来袭的准备。佛罗里达州巴拿马城约有一万人撤离。美国中部夏令时9月26日下午16点，美国国家气象局驻新奥尔良办事处将所有警告取消。从9月25日早上开始，海岸警卫队的一艘船在近海停留18小时同气旋搏斗，直到9月26日凌晨为止。
埃格林空军基地所测风速最高，达每小时135公里。虽然风暴是在佛罗里达州登陆，但却是以阿拉巴马州骆克降雨量最高，达374毫米。飓风中心两侧的雨带非常强劲，产生的降水也最多，每小时降雨量一度超过38毫米。巴拿马城在三小时内降下93毫米雨量。狂风暴雨致使佛罗里达西北狭长地带和阿拉巴马州东南部的农作物受到轻度破坏。狂风把三个避难所的屋顶摧毁，其中一个位于埃格林空军基地，两个位于克雷斯特韦，在此躲避的人员被迫转移，期间有一人受伤。克雷斯特韦另有九套房屋的屋顶被毁。高达4.3米的巨浪导致巴拿马城一座渔业码头约30米部分受损。大浪还把98号美国国道位于阿巴拉契科拉附近部分路段冲毁，致使多条电缆断裂，市区同外界的交通中断。
飓风最强风力吹袭的地区人烟相对稀少，所以美国整体所受破坏程度很轻，估计损失总额约为20万美元（1953美元，相当于2025年的235萬美元）。阿拉巴马州部分地点降下暴雨，最高降雨总量为221毫米，距蒙哥马利1892年所创24小时雨量纪录还差25毫米。蒙哥马利导致下水道不堪重负，部分民居和汽车被淹。飓风共导致当地约4000人失去供电。佛罗伦萨经过美国东南部期间与冷锋共同影响，所以中心附近及左侧的降雨量最高。